# Dominik Jaśkowiec
Dominik Andrzej Jaśkowiec (ur. 12 czerwca 1977 w Krakowie) – polski polityk, samorządowiec, politolog i nauczyciel akademicki, doktor nauk społecznych, w latach 2018–2022 przewodniczący Rady Miasta Krakowa, poseł na Sejm X kadencji (od 2024).

## Życiorys
W 2002 ukończył studia politologiczne na Akademii Pedagogicznej w Krakowie. W 2019 na Krakowskiej Akademii im. Andrzeja Frycza Modrzewskiego uzyskał stopień doktora nauk społecznych na podstawie pracy pt. Ewolucja roli dzielnic miasta Krakowa na tle rozwiązań krajowych i europejskich w latach 1990–2015. Pracował w Małopolskim Centrum Doskonalenia Nauczycieli oraz Urzędzie Marszałkowskim Województwa Małopolskiego. Został też nauczycielem akademickim, podejmując pracę m.in. na Uniwersytecie Pedagogicznym im. Komisji Edukacji Narodowej w Krakowie. Autor publikacji Dzielnice Krakowa. Ich rola i znaczenie w ustroju samorządowym miasta (2002).
W 2002 został radnym Dzielnicy III Prądnik Czerwony, w latach 2006–2011 pełnił funkcję jej przewodniczącego. Wstąpił do Platformy Obywatelskiej, w 2017 został przewodniczącym zarządu PO w Krakowie. W 2010 został po raz pierwszy wybrany do Rady Miasta Krakowa, otrzymując 3603 głosy. W 2014 utrzymał mandat radnego na VII kadencję (z wynikiem 4356 głosów. W 2018 uzyskał reelekcję z listy Obywatelskiego Krakowa (wspólnego komitetu Koalicji Obywatelskiej oraz środowiska prezydenta Jacka Majchrowskiego), uzyskując 11 561 głosów. W grudniu 2018 został wybrany na przewodniczącego rady; odwołano go z tego stanowiska w styczniu 2022.
W wyborach w 2023 bezskutecznie kandydował do Sejmu X kadencji z ramienia Koalicji Obywatelskiej w okręgu krakowskim, uzyskując pierwszy niemandatowy wynik na okręgowej liście KO. W 2024 ponownie został wybrany na radnego Krakowa (dostał 9573 głosy). 8 maja 2024 objął mandat posła X kadencji, zastępując w niższej izbie parlamentu nowo wybranego prezydenta Krakowa Aleksandra Miszalskiego.

## Życie prywatne
Syn Andrzeja i Aleksandry. Żonaty z Justyną. Zamieszkał w Krakowie.